# Río Gordon
El río Gordon (en inglés, Gordon River)  es un río no estacional ubicado en las Tierras Altas Centrales, el Suroeste y la Costa Este de Tasmania (Australia).

## Curso y características
El río Gordon se eleva debajo del monte Hobhouse en el parque nacional Franklin-Gordon Wild Rivers y drena las laderas orientales de King William Range. Fluye generalmente al sur y al oeste de Gordon Range antes de fluir hacia el oeste a través de Gordon Gap y desembocar en el lago Gordon, un embalse incautado creado al represar el Gordon en la presa Gordon. Junto con el agua alimentada por el lago Pedder, el objetivo principal del embalse es la generación de energía hidroeléctrica.
Fluyendo de este a oeste a través del lago Gordon, el río continúa hacia el oeste, pasando por Gordon Splits, una serie de desfiladeros que alguna vez se consideraron intransitables hasta 1958, cuando Olegas Truchanas, conservacionista y fotógrafo de la naturaleza, fue la primera persona en navegar por el río Gordon en un kayak. El río fluye de norte a oeste y luego hacia el norte y finalmente hacia el oeste cuando desemboca en Port Macquarie.
Desde el nacimiento hasta la desembocadura, el río está unido por 25 afluentes, incluidos los ríos Gell, Boyes, Pokana, Holley, Adams, Serpentine, Albert, Orange, Smith, Denison, Olga, Sprent, Franklin y Spence.
El río desciende 570 m en su curso de 172 km;  gran parte de la cual se encuentra en un área silvestre deshabitada, incluida en el parque nacional Franklin-Gordon Wild Rivers y el parque nacional del Suroeste. La parte inferior del río Gordon hace parte de l Reserva natural de Tasmania y contiene una selva tropical de clima frío y árboles raros. Al igual que con muchos ríos en el oeste de Tasmania, el agua es fresca y potable, pero tiene el color del té débil debido a la absorción de tanino de la hierba botón que crece en el área de captación.
Se propusieron represas adicionales para la parte baja del río. Sin embargo, estos planes se cambiaron como resultado de una importante oposición y opinión pública. En particular, la presa Franklin se propuso aguas abajo del cruce con el río Franklin y habría inundado gran parte de ambos ríos. Fue un tema político y ambiental importante en la década de 1980.
Las excursiones en barco a la parte baja del río Gordon desde el puerto de Macquarie son populares entre los turistas en Strahan. Los vuelos en hidroavión salen de Strahan durante los meses más cálidos e incluyen un aterrizaje en el río Gordon (generalmente una duración de una hora).

## Galería

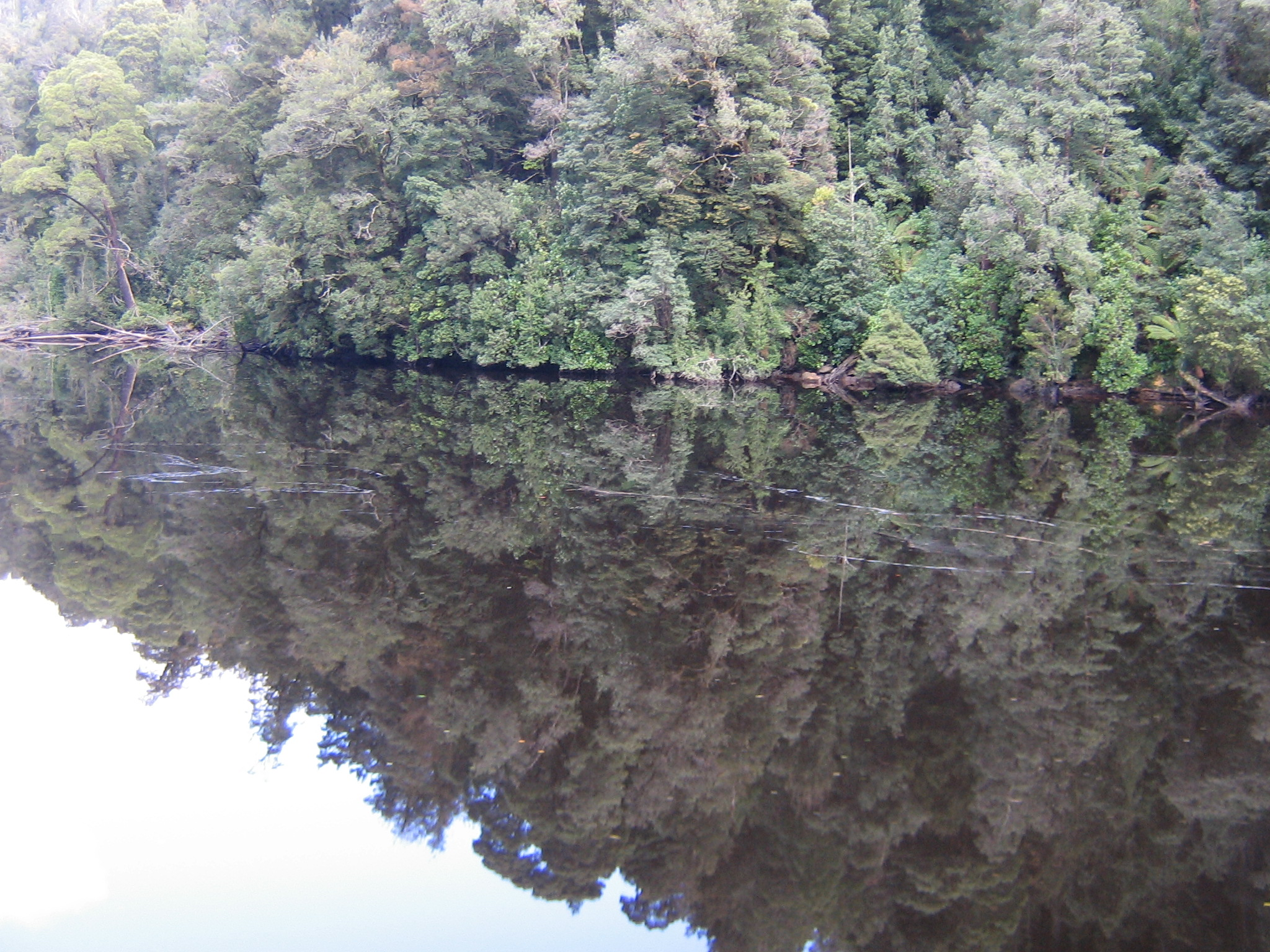
Reflejo del bosque sobre el río Gordon
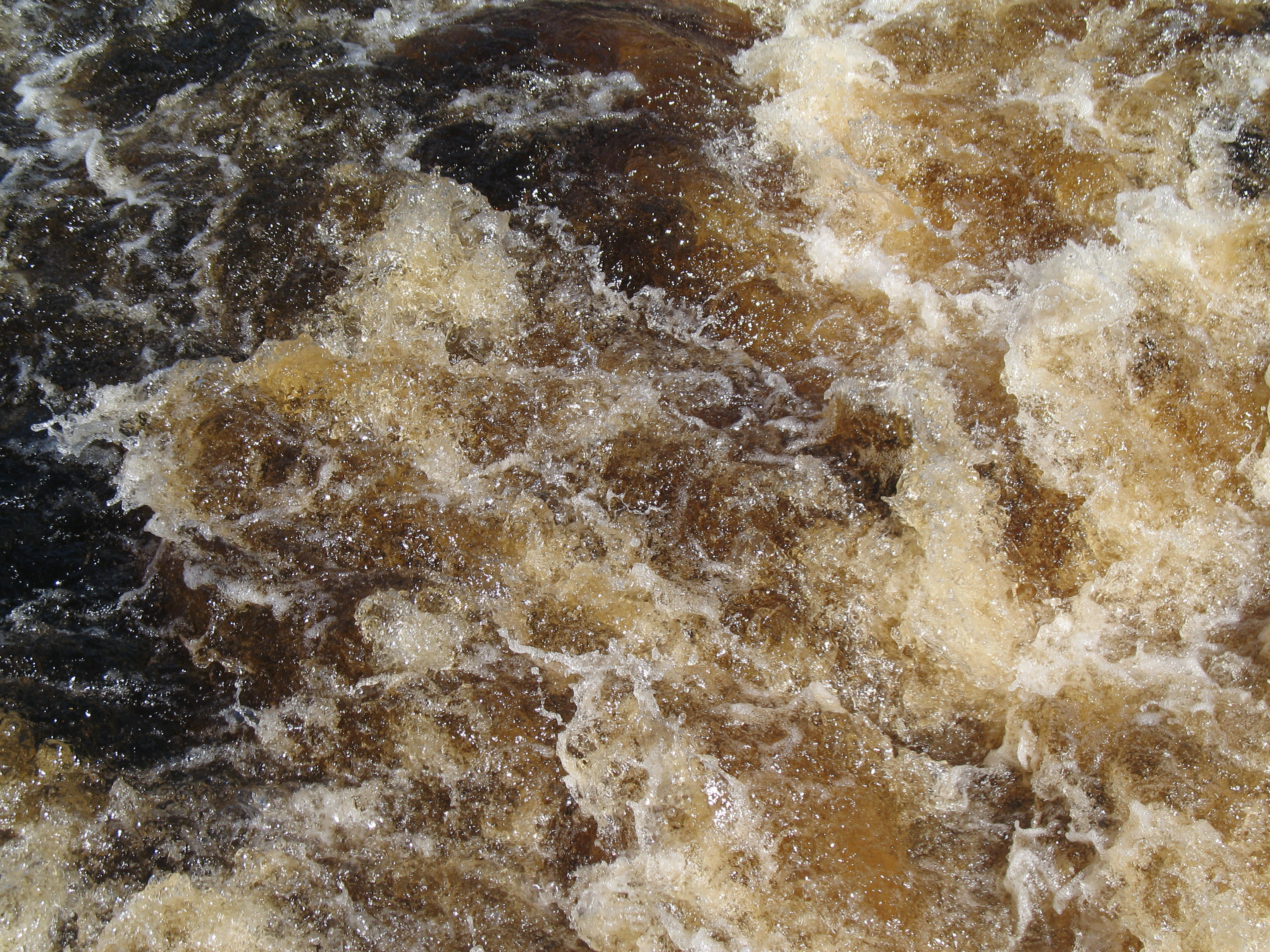
El agua de color "té claro" del río Gordon